# Matteo Tagliariol
Matteo Tagliariol (Treviso, 7 gennaio 1983) è uno schermidore italiano, specializzato nella spada.

## Biografia
Ai Mondiali di San Pietroburgo, in Russia, Tagliariol nel 2007 aveva conquistato un nono posto nella spada individuale e un brillante argento con la squadra. Nel 2008 a Kiev, in Ucraina, ha conquistato un bronzo agli Europei nella prova a squadre.
Nella stagione 2007/08 l'atleta trevigiano si è imposto in tre prove di spada in Coppa del Mondo: a Tallinn (Estonia), Berna (Svizzera) e Montréal (Canada).
Ai giochi olimpici di Pechino 2008 ha battuto nettamente in finale il francese Fabrice Jeannet per 15-9, portando all'Italia la prima medaglia d'Oro dell'edizione e riportando in azzurro l'oro nella spada individuale, che mancava all'Italia da Roma 1960 quando a vincere fu Giuseppe Delfino. Nella stessa edizione dei Giochi ha fatto parte della squadra azzurra di spada che ha ottenuto la medaglia di bronzo, insieme a Stefano Carozzo, Diego Confalonieri e Alfredo Rota. Nel 2009, al Mondiale di scherma di Antalya, ha vinto l'Argento nella gara individuale di spada.
Allenato, a inizio carriera, da Ettore Geslao, maestro della società sportiva Lame della Marca Trevigiana, si trasferisce poi con Angelo Mazzoni, presso il Circolo Schermistico del Giardino. È tuttora atleta del Centro Sportivo dell'Aeronautica Militare.
Nel 2008 ha partecipato alla terza edizione del reality La Talpa, momento celebre di questa edizione è stato il superamento di una prova da parte dell'atleta che prevedeva la rasatura del capo a crudo con utensili primitivi.
È stato anche testimonial assieme a sua madre Francesca per P&G attraverso il brand Dash.

## Palmarès

### Risultati élite
In carriera ha ottenuto i seguenti risultati:
Giochi olimpici
Individuale
- Oro nella spada a Pechino 2008

A squadre
- Bronzo nella spada a Pechino 2008

Mondiali
Individuale
- Argento nella spada ad Antalia 2009

A squadre
- Argento nella spada a San Pietroburgo 2007

Mondiali militari
Individuale
A squadre
- Oro nella spada a Grosseto 2005

Giochi mondiali militari
Individuale
A squadre
- Oro nella spada a Wuhan 2019

Europei
Individuale
- Argento nella spada a Gand 2007

A squadre
- Bronzo nella spada a Kiev 2008
- Bronzo nella spada a Plovdiv 2009

Giochi del Mediterraneo
Individuale
- Argento nella spada a Pescara 2009
- Bronzo nella spada a Orano 2022

Coppa del Mondo
Individuale
- nella classifica generale della spada 2007-08
- nella classifica generale della spada 2006-07

A squadre
- nella classifica generale della spada 2015-16
- nella classifica generale della spada 2006-07
- nella classifica generale della spada 2007-08
- nella classifica generale della spada 2008-09

Campionati italiani assoluti
Individuale
- Oro nella spada a Livorno 2011
- Bronzo nella spada a Roma 2016
- Bronzo nella spada a Cagliari 2024

A squadre
- Oro nella spada a Roma 2016
- Argento nella spada a Torino 2015
- Argento nella spada a Palermo 2019
- Argento nella spada ad Courmayeur 2022
- Bronzo nella spada a Conegliano Veneto 2002
- Bronzo nella spada a Gorizia 2017
- Bronzo nella spada a Cassino 2021
- Bronzo nella spada a Cagliari 2024
- Bronzo nella spada a Picenza 2025

## Onorificenze

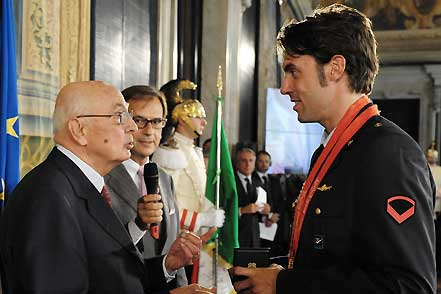
Tagliariol ricevuto dal presidente Napolitano

### Risultati giovani
Mondiali giovani
Individuale
- Bronzo nella spada ad Adalia 2002
- 57º classificato nella spada a Trapani 2003

A squadre
- Oro nella spada a Danzica 2001
- 5º classificato nella spada ad Adalia 2002
- 6º classificato nella spada a Trapani 2003

Mondiali cadetti
Individuale
- 26º classificato nella spada a South Bend 2000
- 36º classificato nella spada a Keszthely 1999

Europei giovani
Individuale
- 34º classificato nella spada a Conegliano 2002

A squadre
- Bronzo nella spada a Conegliano 2002

## Televisione
2008 - La Talpa